# Sainte-Terre
Sainte-Terre é uma comuna francesa na região administrativa da Nova Aquitânia, no departamento da Gironda. Estende-se por uma área de 13,96 km². Em 2010 a comuna tinha 1 928 habitantes (densidade: 138,1 hab./km²).